# Richard Swift (componist)
Richard Swift (Middle Point (Ohio), 24 september 1927 – Davis (Californië), in het Sacramento Valley, 8 november 2003) was een Amerikaans componist, muziekpedagoog en muziektheoreticus.

## Levensloop
Swift studeerde eerst privé compositie bij Grover Buxton en John Sherwood. Van 1950 tot 1952 deed hij zijn dienst in de United States Army. Daarna studeerde hij aan de Universiteit van Chicago in Chicago, Illinois, compositie bij Leland Smith, Grosvenor Cooper en Leonard Meyer en behaalde zijn Master of Music in 1956. Hij was in 1959 en 1960 fellow van het Institute for Advanced Musical Studies aan de Princeton-universiteit.
In hetzelfde jaar ging hij aan de Universiteit van Californië in Davis, Californië, en doceerde aldaar tot hij in 1991 met pensioen ging. Sindsdien was hij professor emeritus.
Hij was een bekend professor aan de universiteit en een steunpunt voor de nieuwe muziek in de strikte seriële techniek. Ook als muziektheoreticus was hij gewaardeerd met zijn voorstellingen en analyses. Vele jonge studenten heeft hij tot een carrière in muziek, literatuur en kunst bewogen. Naast zijn werk als componist publiceerde hij een reeks van artikelen over de muziek van de 20e eeuw en muziektheorie in vakbladen en magazines en had verder ook een affiniteit voor andere kunsten. Hij was bekend door zijn collectie van schilderijen en sculpturen en als rusteloze lezer van literatuur, geschiedenis en kritieken. Zijn echtgenote Dorothy Zackrisson Swift (1928-1990) was dichteres, maar ook musicus en was zeer geïnteresseerd in het kweken van rozen. Zij schreef ook het libretto voor de opera The Trial of Tender O’Shea (1964) van haar echtgenote.
In 1977 en 1978 was hij gastprofessor aan de befaamde Princeton-universiteit in Princeton (New Jersey).
Swift werd onderscheiden met vele prijzen zoals in 1977 van de National Endowment for the Arts, in 1978 van de American Academy and Institute of Arts and Letters, in 1980 de Teaching Award en in 1983 de Faculty Research Lectureship van de Universiteit van Californië in Davis, Californië.
Als componist schreef hij 107 werken, symfonieën, andere orkestwerken, werken voor harmonieorkest, een opera, kamermuziek, werken voor koren en solozang.

## Composities

### Werken voor orkest
- 1950 A Solemn Music, voor orkest
- 1950 Divertimento, voor kamerorkest
- 1954 A Coronal, voor orkest
- 1961 Concert no. 1, voor piano en orkest, op. 26
- 1962 Extravaganza, voor orkest
- 1965 rev. 1967 Concert, voor viool en orkest
- 1970 Symfonie
- 1980 Concert no. 2, voor piano en kamerorkest
- 1982 Some Trees, voor orkest

### Werken voor harmonieorkest
- 1956-1957 A Carol, voor gemengd koor en harmonieorkest
- 1959 Capriccio, voor harmonieorkest, op. 9b
- 1959 The Pleasures of Merely Circulating
- 1967 Tristia, voor harmonieorkest
- 1968 Flourishes, voor harmonieorkest

### Muziektheater

#### Opera's
| Voltooid in | titel                      | aktes   | première | libretto                 |
| ----------- | -------------------------- | ------- | --- | ------------------------ |
| 1964        | The Trial of Tender O’Shea | 1 scène | 12 augustus 1964, Universiteit van Californië in Davis (Californië); 14 augustus 1964, San Francisco, Mime Troupe Theater | Dorothy Zackrisson Swift |

### Werken voor koor
- 1960 The Shimmer of Evil, voor kamerkoor en instrumentaal ensemble
- 1966 Planctus, voor driestemmig gemengd koor (SAB), fluit, fagot, altviool en cello
- 1974 Adoro, Devote, voor klein koor, tenor sackbut, klavecimbel en gestemde cymbalen – tekst: St. Thomas Aquinas (1224-1274)
- 1989 Voyages II, voor kamerkoor

### Vocale muziek
- 1956 Epithalamium, voor sopraan, viool en fagot
- 1957 In This Corner Wearing Trunks, lied voor sopraan en piano – tekst: Helen Rowland Aiken
- 1959 Eve, voor sopraan en kamerensemble – tekst: Dorothy Zackrisson Swift (1928-1990)
- 1960 Song, voor tenor en piano – tekst: Samuel Daniel (1562-1619)
- 1963 Domaines I, voor bariton, fluit, klarinet, trombone, vibrafoon en cello, op. 29 – tekst: Robert Lowell
- 1963 Cuttings, voor sopraan en kamerorkest – tekst: Theodore Roethke
- 1965 Carmina Archilochi, voor sopraan en kamerensemble – tekst: Archilochos (600 voor Christus), Engelse vertaling: Guy Davenport
- 1965 The Applicant, voor sopraan en improvisatie-ensemble – tekst: Sylvia Plath (1932-1963)
- 1971 Thanatopsis, voor mezzosopraan, klein gemengd koor en klein harmonieorkest – tekst: Titus Lucretius Carus (75 voor Christus)
- 1976-1977 Specimen Days, twaalf liederen voor sopraan en orkest – teksten: Dante Alighieri, Wystan Hugh Auden, Guillaume Apollinaire, etc.
- 1982 March Elegy, voor mezzosopraan en harp – tekst: Anna Achmatova (1889-1966)
- 1984 The Garden, voor mezzosopraan, fluit, klarinet (basklarinet), altviool en piano – tekst: Andrew Marvell (1621-1678)
- 1991 Roses Only, drie liederen voor sopraan en klein orkest - ter nagedachtenis aan Dorothy Zackrisson Swift (1928-1990)
- 1997 Getting Back In, voor gitaar en piano

### Kamermuziek
- 1950 Elegy, voor viool en cello
- 1951 Partita I, voor koperblazers en slagwerk
- 1951 Partita II, voor fluit en klarinet
- 1953 The Crocodile, twee duetten voor fagot en Heckelphone
- 1954-1955 Trio no. 1, voor strijkers, op. 6
- 1954 Variations on a Theme of Darius Milhaud, voor hobo, fagot en viool
- 1955 Strijkkwartet no. 1
- 1956 Stravaganza I, voor viool en piano
- 1956 Serenade Concertante, voor piano en blazerskwintet
- 1957 Quartet, voor klarinet, fagot, viool en cello
- 1957 Sonata, voor klarinet en piano
- 1957 Trio, voor klarinet, cello en piano, op. 14
- 1958 Sonatina Canonica, voor fluit en piano
- 1958 Strijkkwartet no. 2
- 1959 Stravaganza III, voor klarinet, viool en piano, op. 22
- 1960 Trio for Winds, voor hobo, klarinet en fagot
- 1961 Stravaganza IV, voor viola en piano
- 1961 Stravaganza V, voor cello en piano
- 1963 Domains III, voor vier groepen van instrumenten ((groep I) fluit, klarinet, harp, cello; (groep II) altsaxofoon, harp, slagwerk; (groep III) trompet, trombone, tuba, slagwerk, piano; (groep IV) piccolo, hobo, klarinet, basklarinet, celesta), op. 31
- 1963-1964 Bucolics, voor klavecimbel en kamerensemble
- 1964 Strijkkwartet no. 3
- 1965 Music for a While I, voor viool, altviool en klavecimbel
- 1968 Stravaganza VII, voor solo altviool
- 1969 Music for a While II, voor klarinet, altviool en klavecimbel
- 1973 Strijkkwartet no. 4
- 1973 Prime, voor altsaxofoon en kamerensemble (fluit, hobo, trombone, altviool, cello, contrabas en harp)
- 1973-1974 Stravaganza VIII, voor cello en piano
- 1975 Music for a While III, voor twee instrumenten
- 1979-1980 Trio no. 2, voor strijkers
- 1982 Strijkkwartet no. 5
- 1985 Serenade Concertante II, voor klarinet, viool, cello en piano
- 1990 A Field of Light, voor acht instrumenten
- 1992 Strijkkwartet no. 6

### Werken voor piano
- 1953 Two Little Pieces
- 1958 Stravaganza II
- 1964-1965 Stravaganza VI
- 1978 Mein blaues Klavier
- 1978 Stravaganza IX
- 1985 Stravaganza X
- 1986 Things of August
- 1995 Stravaganza XI
- 1998 Stravaganza XII
- 1999 Stravaganza XIII
- 2001 Stravaganza XIV
- 2001 Stanzas, voor twee piano's
- 2002 Elegies, voor piano

### Werken voor klavecimbel
- 1977 Accolade

### Werken voor gitaar
- 1989 A Stitch in Time

### Werken voor slagwerk
- 1963 Domains II, voor slagwerkensemble

## Publicaties
- Martin Boykan, Brian Fennelly, Dora A. Hanninen, Robert Morris, Leo Treitler and Edgar Williams, Jr.: For Richard Swift at 70, in: Perspectives of New Music (vol. 35, no. 5), 1997.